# Nieuw-Amsterdam (Paesi Bassi)

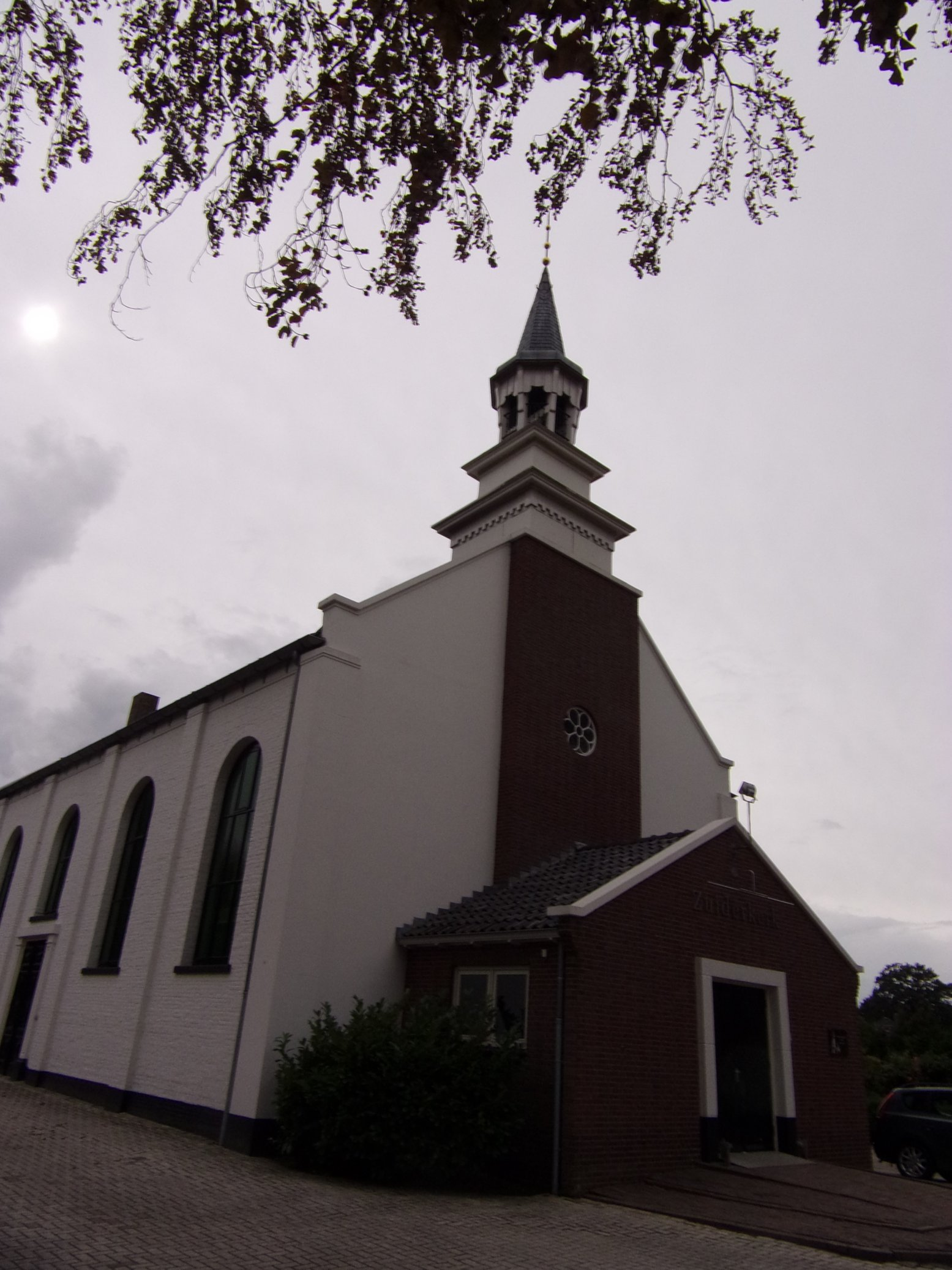
Nieuw-Amsterdam: la Zuiderkerk

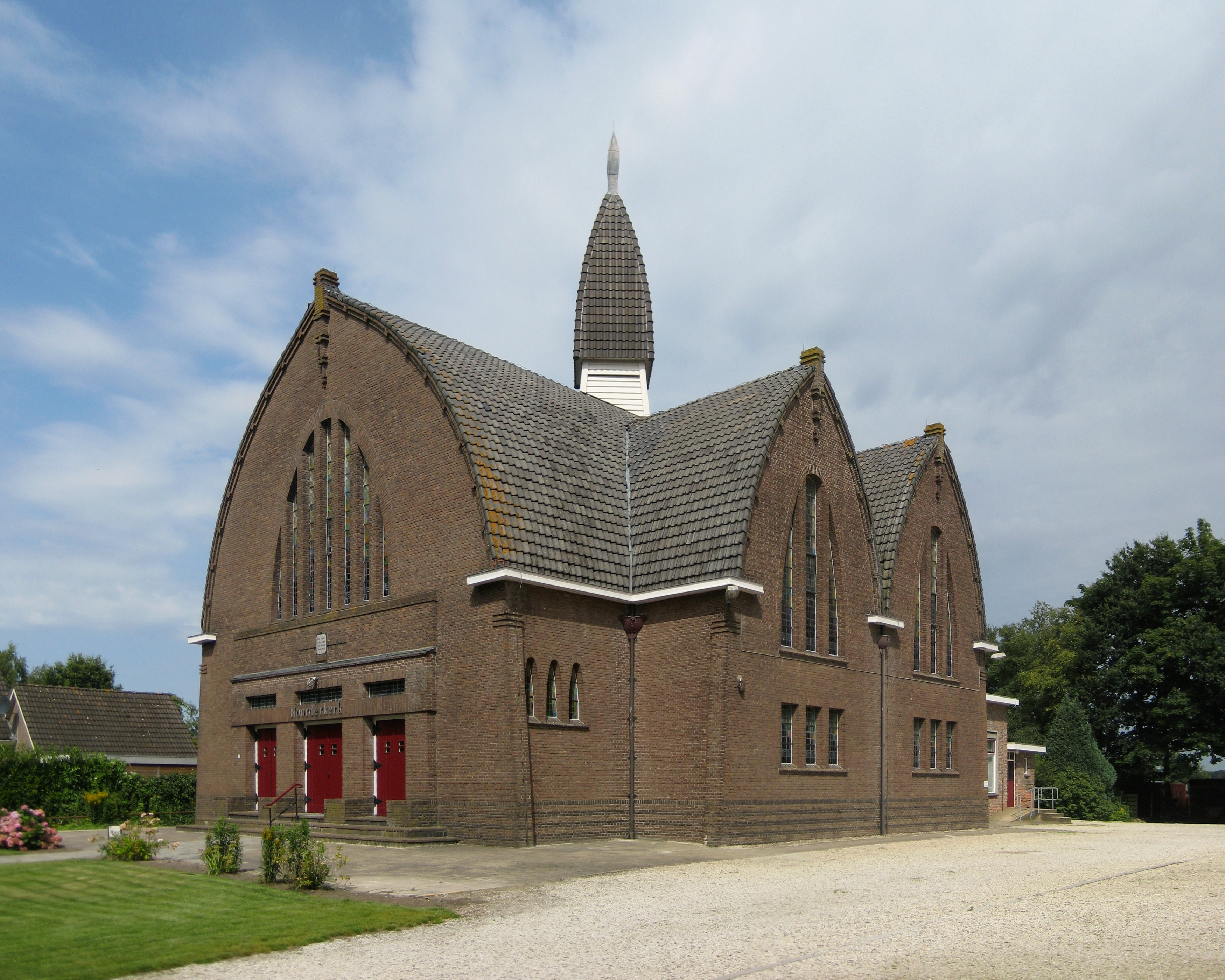
Nieuw-Amsterdam: la Noorderkerk

Nieuw-Amsterdam (in Drèents: Nei-Amsterdam) è una località di circa 4 800 abitanti del nord-est dei Paesi Bassi, facente parte della provincia della Drenthe. Dal punto di vista amministrativo, si tratta di una frazione del comune di Emmen.

## Geografia fisica
Nieuw-Amsterdam si trova nella parte sud-orientale della provincia della Drenthe, tra le località di Emmen e Schoonebeek e (rispettivamente a sud della prima e a nord della seconda) e tra le località di Dalen e Klazienaveen (rispettivamente ad est dalla prima e ad ovest/sud-ovest della seconda).

## Storia
A partire dall'autunno 1883 visse per tre mesi a Nieuw-Amsterdam il pittore Vincent van Gogh.

## Monumenti e luoghi d'interesse
Nieuw-Amsterdam vanta 4 edifici classificati come rijksmonumenten e 8 edifici classificati come gemeentelijke monumenten.

### Architetture religiose

#### Zuiderkerk
Il più antico edificio religioso di Nieuw-Amsterdam è la Zuiderkerk, costruita nel 1873 su progetto dell'architetto H.L. Winters.

#### Noorderkerk
Altro edificio religioso è la Noorderkerk, una chiesa risalente al 1925.

#### Kruiskerk
Altro edificio religioso è la Kruiskerk, costruita nel 1955 su progetto dell'architetto A.C. Nicolai.

### Architetture civili

#### Casa di Van Gogh
Altro edificio d'interesse è la casa dove visse il pittore Vincent van Gogh: l'edificio risale al 1870 ca. e fu fatto costruire dalla famiglia Gratama.

## Geografia antropica

### Suddivisioni amministrative
Buurtschappen
- Barger-Erfscheidenveen